# 7153 Vladzakharov
A 7153 Vladzakharov (ideiglenes jelöléssel 1975 XP3) a Naprendszer kisbolygóövében található aszteroida. Tamara Mihajlovna Szmirnova fedezte fel 1975. december 2-án.